# Pawn Hearts
Albums de Van der Graaf Generator
H to He, Who Am the Only One
(1970) Godbluff
(1975)
Pawn Hearts est le quatrième album studio du groupe britannique de rock progressif Van der Graaf Generator. Il est sorti en 1971 sur le label Charisma Records.
Il se compose de trois longues suites dont la dernière, A Plague of Lighthouse Keepers, occupe l'intégralité de la deuxième face du 33 tours. Ces morceaux ont été composés au cours d'une tournée difficile en Allemagne pendant la première moitié de l'année 1971 avant d'être enregistrés aux studios Trident pendant l'été. L'album est d'abord envisagé comme un album double, mais Charisma force le groupe à se contenter d'un album simple.
À sa sortie, Pawn Hearts est particulièrement bien accueilli en Italie. Le groupe y donne de nombreux concerts devant un public nombreux, mais l'épuisement et le manque de soutien de sa maison de disques finissent par entraîner sa séparation en août 1972.

## Histoire

### Contexte

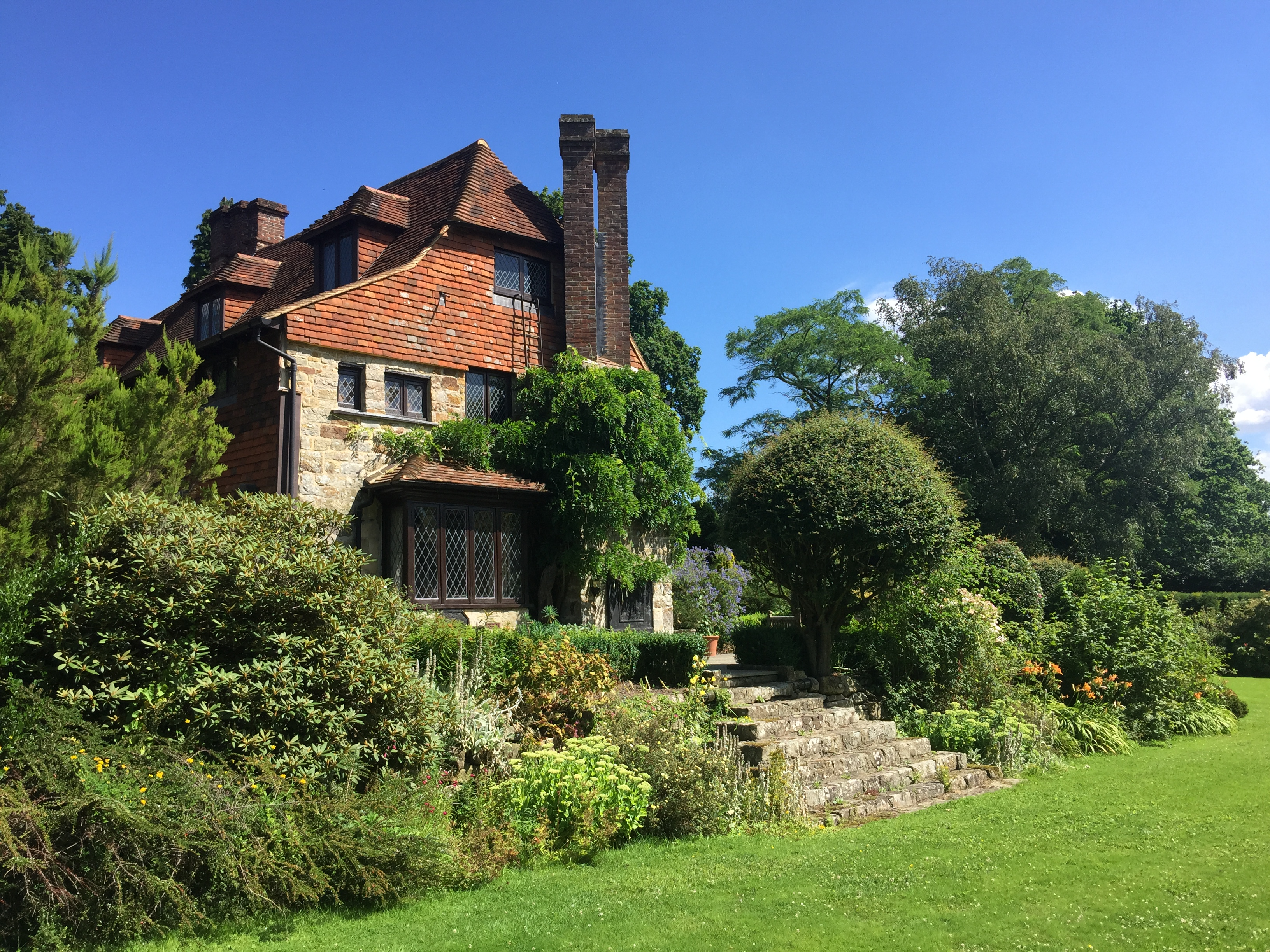
Luxford House.

Après plusieurs changements de composition depuis sa création en 1967, Van der Graaf Generator se stabilise en 1971 sous la forme d'un quatuor composé du chanteur Peter Hammill, du saxophoniste David Jackson, de l'organiste Hugh Banton et du batteur Guy Evans. Le groupe donne de nombreux concerts et les quatre musiciens deviennent de bons amis après une tournée particulièrement difficile en Allemagne. C'est durant cette même tournée que Hammill écrit A Plague of Lighthouse Keepers, et le groupe commence à jouer Man-Erg lors de ses dernières dates.
Après la fin de la tournée, Hammill invite le producteur John Anthony (en) chez lui pour lui jouer des compositions prévues pour le prochain album de Van der Graaf Generator, seul à la guitare et au piano. Evans voudrait qu'il laisse de côté A Plague of Lighthouse Keepers au profit de morceaux plus commerciaux, mais il accepte de travailler dessus après une réunion de groupe. Durant l'été, les quatre musiciens se retrouvent à Luxford House, le manoir du Sussex où vit leur imprésario Tony Stratton-Smith, pour répéter ensemble.

### Enregistrement
Pawn Hearts est enregistré de juillet à septembre 1971 aux studios Trident de Londres. Les premiers morceaux sur lesquels travaille le groupe sont une reprise de Theme One (en), le générique de fin de la station BBC Radio 1, composé par George Martin, et W, une composition de Hammill. Ces deux titres ne sont pas retenus sur l'album final.

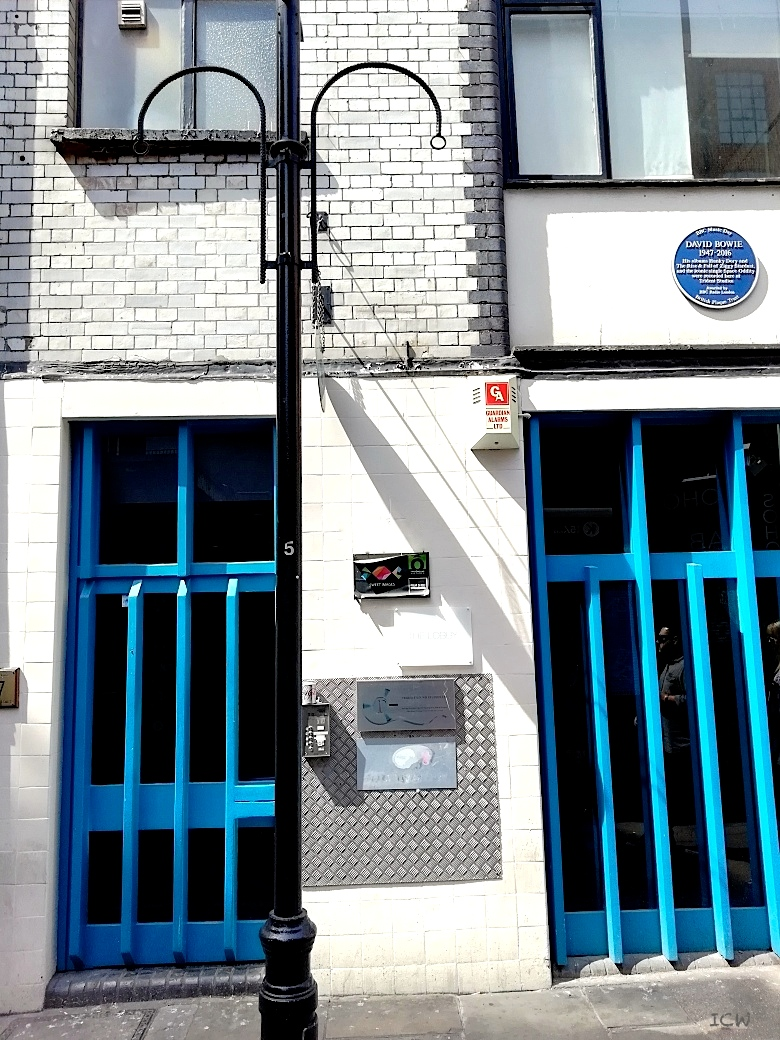
L'entrée des anciens studios Trident en 2018.

La majeure partie des morceaux, et notamment la longue pièce A Plague of Lighthouse Keepers, est enregistrée en fragments courts, de deux à cinq minutes de long, qui sont assemblés vers la fin des séances par Guy Banton et John Anthony. Le premier a recours à ce qu'il appelle son « rasoir psychédélique », un magnétophone modifié afin d'être capable de rembobiner et d'enregistrer en même temps. Le mixage s'avère si complexe qu'il mobilise à un moment tous les magnétophones disponibles aux studios Trident.
L'album est d'abord conçu comme un album double similaire à Ummagumma de Pink Floyd, sorti en 1969, avec un deuxième disque composé d'enregistrements en concert d'anciens morceaux du groupe et de projets personnels de chaque membre du groupe. La maison de disques Charisma Records exige que Pawn Hearts tienne sur un seul disque, ce qui entraîne l'abandon de ces morceaux.

### Parution et accueil
Pawn Hearts sort en 12 novembre 1971 au Royaume-Uni chez Charisma Records. Au Canada et aux États-Unis, il est édité par Buddah Records dans une version modifiée qui ajoute à l'insu du groupe Theme One au milieu de la première face, entre les suites Lemmings (Including 'Cog') et Man-Erg. En Europe, Theme One est éditée en 45 tours en février 1972 avec W en face B. Si le single ne se classe pas dans le hit-parade britannique, le disc-jockey John Peel adopte la reprise de Theme One comme générique de fin de son émission à la place de la version originale. Son compositeur, George Martin, approuve la version de Van der Graaf Generator, qu'il décrit comme « un enregistrement puissant qui respecte l'original ».
L'album ne rencontre pas un grand succès commercial au Royaume-Uni. La critique de Record Mirror avoue sa perplexité devant le contenu du disque, mais Roy Hollingworth affirme dans Melody Maker que A Plague of Lighthouse Keepers est l'un des morceaux les plus fascinants qu'il ait jamais entendus. C'est en Italie que Pawn Hearts connaît ses meilleures ventes. Lorsque le groupe s'y rend pour donner quelques concerts après la sortie du disque, il reçoit un accueil triomphal au point que la police italienne doit assurer leur sécurité pendant leurs déplacements.

### Postérité

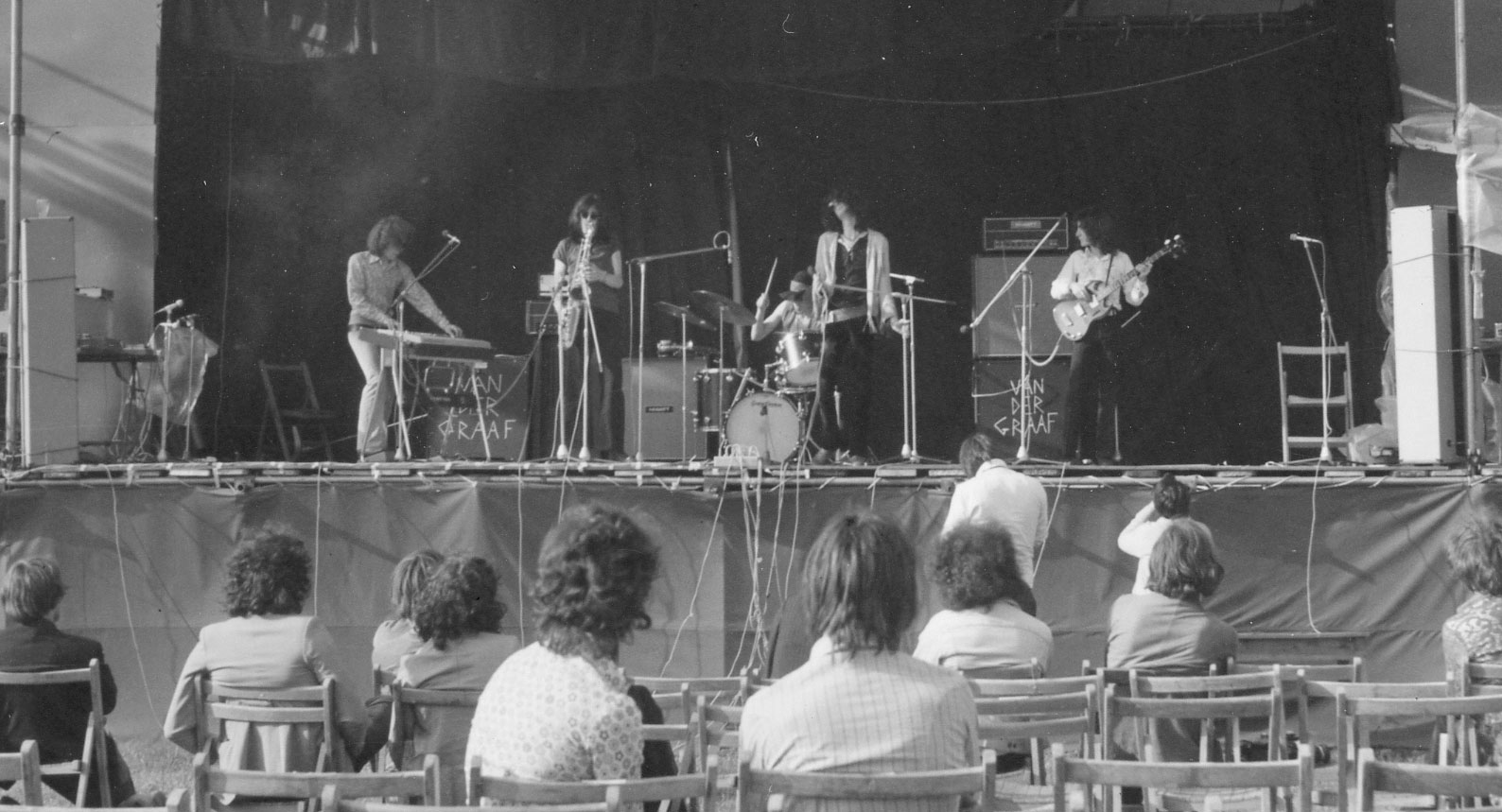
Van der Graaf Generator en 1972, l'année de sa séparation.

Épuisé par les nombreux concerts qu'il doit donner, peu soutenu par son label, Van der Graaf Generator se sépare en août 1972. Pawn Hearts est ainsi le dernier album du groupe jusqu'à sa réunion, trois ans plus tard, même si les quatre membres du groupe continuent à jouer ensemble sur les albums publiés entre-temps par Peter Hammill en solo.
Avec le recul, Pawn Hearts est considéré comme l'un des meilleurs albums de la discographie de Van der Graaf Generator. Il est décrit comme « un chef-d'œuvre incompris » et « l'un des albums les plus extraordinaires de son époque » par les magazines Q et Mojo respectivement. Des musiciens tels que Fish et Julian Cope ont exprimé leur admiration pour ce disque.
En 2005, durant une grande campagne de remastérisation des albums de Van der Graaf Generator, des morceaux prévus pour être inclus sur le double Pawn Hearts sont redécouverts. Une version enregistrée en studio dans les conditions du direct de Squid/Octopus figure en bonus de la réédition de H to He, Who Am the Only One, tandis que celle de Pawn Hearts inclut les compositions inédites Angle of Incidents (d'Evans), Ponker's Theme (de Jackson) et Diminutions (de Banton). Cet album fait l'objet d'une Reprise par Rob Gould en 2021.

## Caractéristiques artistiques

### Paroles et musique
Comme sur les autres albums de Van der Graaf Generator, toutes les paroles sont écrites par Peter Hammill. Man-Erg a pour thème la lutte entre le bien et le mal, tandis que A Plague of Lighthouse Keepers s'inspire de sa fascination pour la mer. Cette longue suite raconte l'histoire d'un gardien de phare qui voit des gens mourir sur le rivage. Il se sent coupable de ne pas pouvoir les aider et la fin de la chanson reste ambigüe sur son sort : il pourrait aussi bien avoir décidé de se tuer qu'être parvenu à rationaliser sa situation.
La suite originale, entièrement composée par Hammill, est complétée de passages dus aux autres membres du groupe : Pictures/Lighthouse, un morceau à l'orgue de Hugh Banton inspiré d'Olivier Messiaen ; Kosmos Tours, construit autour d'un riff de piano de Guy Evans ; et le thème final We Go Now, composé par David Jackson.

### Pochette et photographie
Le titre de l'album provient d'une contrepèterie accidentelle : un jour, en voulant dire « I'll go down to the studio and dub on some more horn parts » (« je vais aller enregistrer quelques parties de cuivres supplémentaires »), David Jackson dit « porn harts » au lieu de « horn parts ».
La pochette de Pawn Hearts est conçue par Paul Whitehead, un artiste qui travaille régulièrement avec les artistes de Charisma Records. L'illustration, qui représente la planète Terre entourée d'un rideau devant laquelle se découpent des silhouettes en forme de pièces de jeu d'échecs, provient d'une instruction de Peter Hammill, qui explique à Whitehead : « que l'on soit prince ou pauvre ou quoi que ce soit d'autre, on est toujours un pion ». Une photographie des membres du groupe prise par Keith Morris orne l'intérieur de la pochette.

## Fiche technique

### Titres
Toutes les chansons sont écrites et composées par Peter Hammill, sauf mention contraire.
| 1. | Lemmings (Including 'Cog') | 11:35 |
| 2. | Man-Erg                    | 10:19 |

| 3. | A Plague of Lighthouse Keepers - a. Eyewitness - b. Pictures/Lighthouse (Hugh Banton, David Jackson) - c. Eyewitness - d. S.H.M. - e. Presence of the Night - f. Kosmos Tours (Guy Evans) - g. (Custard's) Last Stand - h. The Clot Thickens (Peter Hammill, Hugh Banton, Guy Evans, David Jackson) - i. Land's End (Sineline) (David Jackson) - j. We Go Now (David Jackson, Hugh Banton) | 23:04 |

Pawn Hearts a été réédité en 2005 avec cinq titres bonus :
| 4. | Theme One (en) (mixage original) | George Martin | 3:16 |
| 5. | W (première version)             | Peter Hammill | 5:04 |
| 6. | Angle of Incidents               | Guy Evans     | 4:48 |
| 7. | Ponker's Theme                   | David Jackson | 1:28 |
| 8. | Diminutions                      | Hugh Banton   | 6:00 |

### Musiciens

#### Van der Graaf Generator
- Peter Hammill : chant, guitare acoustique, guitare slide, Grand piano, piano électrique
- David Jackson : saxophones ténor, alto et soprano, flûte, chœurs
- Hugh Banton : orgue Hammond, orgue Farfisa, piano, mellotron, synthétiseur ARP, pédales basse Taurus Moog, basse, chœurs
- Guy Evans : batterie, tympanon, percussions, piano

#### Musicien supplémentaire
- Robert Fripp : guitare électrique sur "Lemmings", "Man-Erg", et "A Plague of Lighthouse Keepers"

### Équipe de production
- John Anthony (en) : production
- Robin Cable, David Hentschel, Ken Scott : ingénieurs du son
- Paul Whitehead : pochette
- Keith Morris : photographie